# برون‌زیازاد

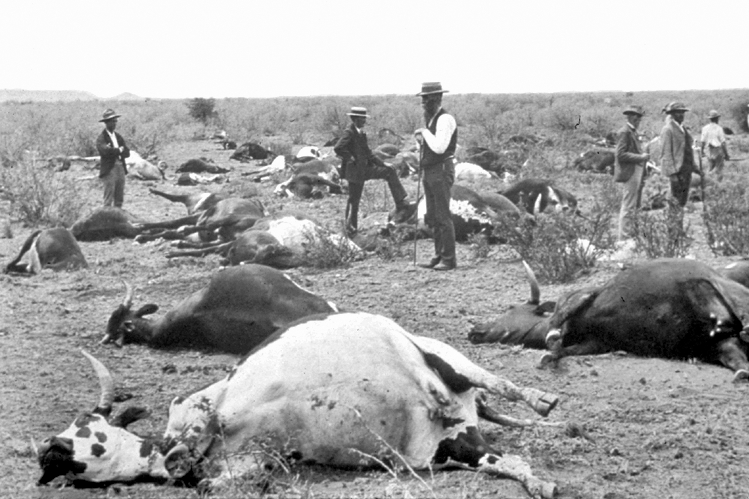
شیوع آفت گاو در آفریقای جنوبی، ۱۸۹۶

در همه‌گیرشناسی جانوری، برون‌زیازاد یا اپیزوتیک (از واژهٔ یونانی: epi- به معنی "برون" + zoon به معنی "جانور") یک رویداد بیماری در جمعیت جانوران است که مشابه همه‌گیری در انسان است. یک بیماری برون‌زیازاد (یا epizooty) ممکن است در یک منطقه خاص (یک " همه‌گیری")، به‌طور کلی (یک "اپیزوتیک")، یا به‌طور گسترده (" دنیاگیری جانورزاد") رخ دهد. تراکم بالای جمعیت یکی از عوامل مؤثر در بروز برون‌زیازاد است. صنعت آبزی‌پروری به دلیل تعداد زیاد ماهی که در یک منطقه کوچک محدود شده‌اند، گاهی با نوع بیماری مواجه می‌شود.
نمونه‌ای از بیماری برون‌زیازاد، شیوع ویروس بیماری نیوکاسل در سال ۱۹۹۰ در کلنی‌های باکلان دوکاکل در دریاچه‌های بزرگ بود که سبب مرگ حدود ۱۰۰۰۰ پرنده شد.